# Enric Ribas i Ribas
Enric Ribas i Ribas (Vigo, Galícia, 6 de juny de 1870 − el Masnou, Maresme, 17 d'octubre de 1935) fou un cirurgià català.
Era fill d'Enric Ribas i Segarra, d'ofici capità de marina mercant, i d'Antònia Ribas i Maristany, tots dos del Masnou. Va néixer a Vigo perquè els seus pares hi residien temporalment per qüestions de negocis. Quan tenia sis anys, la família va tornar a Barcelona i s'establí a un pis del carrer de la Princesa.
Estudià medicina a Barcelona. L'any 1894 es doctorà amb la tesi “Indicaciones en las estrecheces cicatriciales del esófago de origen cáustico”. Ingressà el 1897 a l'Hospital de la Santa Creu i el 1906 era cap del Servei de Cirurgia. Fou el primer president de l'Institut Medicofarmacèutic (1898) i de la Societat de Cirurgia de Barcelona (1927). Presidí l'Acadèmia i Laboratori de Ciències Mèdiques de Catalunya (1922-1924) i el VII Congrés de Metges de Llengua Catalana (1932). L'any 1932 ingressà a la Reial Acadèmia de Medicina de Catalunya. Fou professor lliure de patologia quirúrgica de la Universitat Autònoma de Barcelona. Treballà també en la seva clínica del carrer de València de Barcelona.
Es va casar amb Maria Isern i Hombravella, germana bessona del metge Jaume Isern i Hombravella. Tingueren diversos fills, entre els quals: el cirurgià Enric Ribas i Isern (1897-1978) -continuador de la Clínica Quirúrgica del Dr. E. Ribas i cap d'Urgències de l'Hospital de Sant Pau- i el radiòleg Guillem Ribas Isern (1898-1979).
La seva casa al Masnou fou construïda per l'arquitecte Bonaventura Bassegoda i Amigó l'any 1924, i es trobava al carrer de Barcelona, número 15-16.